# Wilmington, East Sussex
Wilmington är en by i civil parish Long Man, i distriktet Wealden, i grevskapet East Sussex i England. Byn är belägen 15 km från Lewes. Wilmington var en civil parish fram till 1990 när blev den en del av Long Man och Arlington. Civil parish hade 216 invånare år 1961. Byn nämndes i Domedagsboken (Domesday Book) år 1086, och kallades då Wilminte/Wineltone.